# Georg II av Georgien
Georg II av Georgien, död 1112, var en georgisk monark. Han var kung i kungariket Georgien mellan 1072 och 1089.